# Szehofner József
Szehofner József (Komárom, 1982. április 03. –) magyar politikus; 2010. óta Tatárszentgyörgy község polgármestere.

## Származása
Komárom-ban született 1982. április 3-án. Sváb felmenőkkel rendelkezik. Apai ágon Bajorország területéről vannak felmenői.

## Tanulmányai
Gyermekkorát Ácson töltötte 5 éves koráig. Általános iskolai tanulmányait Bőnyön kezdte meg. A győri Pattantyús – Ábrahám Géza Ipari Szakközépiskolában végezte középfokú tanulmányait. 12 éves korában fordult a vallás felé. Keresztény hite, és az emberek iránti érzett szeretete miatt sokáig papnak készült. Filozófiai oldalról is szerette volna megvizsgálni a hit kérdését, ennek következtében 2006-ban katolikus hittanárként végzett a Pázmány Péter Katolikus Egyetem Hittudományi karán. A családalapítás iránti vágya végül elterelte a papi hivatástól, de a katolikus vallást a mai napig aktívan gyakorolja. Közösségvezetői ambíciói vezették végül a politika világába, így 2007-ben a Budapesti Corvinus Egyetem Társadalomtudományi Karán Politikai Szakértő szakon sikeresen abszolvált, de államvizsgát nem tett. Később anyakönyvvezetői végzettséget is szerzett, így az általa vezetett községben rendszeresen esket össze házasulni vágyó fiatal párokat. 2022-ben felvételt nyert a Szegedi Tudományegyetem Szociálpolitika mesterképzésére. A mesterképzés elvégzésével célja, hogy az általa vezetett települést még magasabb szinten legyen képes vezetni. Szabadidejében szívesen vezet kispályás futballmérkőzéseket. Az ehhez szükséges játékvezetői engedélyét 2018-ban szerezte meg.

## Politikai pályafutása
Egyetemi tanulmányai alatt kezdett el komolyabban érdeklődni a politikai élet iránt. FIDESZ tagsága 2007 óta van. Ugyanebben az évben lett kampányfőnök helyettes dr. Szűcs Lajos országgyűlési képviselő mellett. Később az Európai Parlamenti Választáson 2009-ben már kampányfőnök.
2006-2011 között a Pest megyei Kábítószer Ellenes Fórum szakmai társelnöke volt. Fontosnak tartja a kábítószer ellenes prevenciót.
A Pest megyei Tatárszentgyörgy község polgármesterének 2010-ben választották meg. 2011 óta KDNP tag. Pest megye 14. számú választókörzetének kampányfőnöke volt 2014-ig bezáróan. Ezt követően a Pest megyei 7. sz. országgyűlési egyéni választókerület kampányfőnökeként folytatta munkáját dr. Szűcs Lajos mellett.
Kampányfőnöki tevékenysége mellett Tatárszentgyörgyön továbbra is polgármester marad, hiszen 2014-ben ismét megválasztják a község polgármesterének.  Egy belső puccskísérlet után 2017-ben Tatárszentgyörgy községben időközi választásokat írtak ki, ahol végül ismét megválasztották polgármesternek. A legutóbbi 2019-es választások alkalmával szintén megválasztották polgármesternek.
2019-től a Társult Önkormányzatok elnöke, amely szervezet a mikrotérség közös érdekeit hivatott képviselni.
A 2022-es országgyűlési választások során kampányfőnökként továbbra is Dr. Szűcs Lajost támogatta, aki ismét megnyerte a választást Pest megye 7. választókörzetében.

## Kitüntetések, díjak
- 2008: Pest megyei sajtódíj
- 2022: A Köz Szolgálatáért Érdemjel arany fokozatát adományozta számára dr. Pintér Sándor belügyminiszter 2022.03.15-én.